# Sonate pour flûte
Une sonate pour flûte est un duo de musique de chambre qui associe généralement une flûte et un piano bien que d'autres instruments puissent occasionnellement être associés à la flûte. Les sonates pour flûte de la période baroque étaient très souvent accompagnées d'une basse continue.

## Liste de sonates pour flûtes
| - George Antheil - Sonate pour flûte et piano (1951) - Malcolm Arnold - Sonate pour flûte et piano, op.121 (1977) - Carl Philipp Emanuel Bach - Sonate en la mineur pour flûte solo (H. (Helm) 562/Wq. (Wotquenne) 132) (1747) - 14 Sonates pour flûte et continuo - Sonate en sol mineur pour flûte et clavecin, BWV 1020 - Sonate en mi bémol majeur pour flûte et clavecin, BWV 1031 - Sonate en do majeur pour flûte et basse continue, BWV 1033 - Johann Christian Bach - Sonates pour piano avec flûte ou violon, op. 16 - Johann Sebastian Bach - Sonate en si mineur pour flûte et clavecin, BWV 1030 - Sonate en la majeur pour flûte et clavecin, BWV 1032 - Sonate en mi mineur pour flûte et basse continue, BWV 1034 - Sonate en mi majeur pour flûte et basse continue, BWV 1035 - Arnold Bax - Sonate pour flûte et harpe (1928) - Lennox Berkeley - Sonate pour flûte et piano (1978) - Ludwig van Beethoven (attribué) - Sonate pour flûte en si bémol majeur, Anh. 4 - Pierre Boulez - Sonatine pour flûte et piano (1946) (1 mouvement sériel) - Robert J. Bradshaw - Sonate No. 2 In My Collection pour flûte et piano - Bruno Ducol - Sonate Op. 3 nº 2 pour flûte et piano (1975) - Edison Denisov - Sonate pour flûte et piano (1960) - Sonate pour flute et guitare (1977) - Sonate pour flûte solo (1982) - Sonate pour flûte et harpe (1983) - Pierre-Max Dubois - Sonate pour flûte et piano - Henri Dutilleux - Sonatine pour flûte et piano (1943) - Jindřich Feld - Sonate pour flûte et piano (1957) - Frédéric II de Prusse - 121 Sonates pour flûte et continuo - Glenn Gould - Sonate pour flûte et piano (1950) — un arrangement de la sonate pour basson et piano de G. Gould (1949). - George Frideric Handel - Sonate pour flûte et basse continue en mi mineur, HWV 359b - Sonate pour flûte et basse continue en sol majeur, HWV 363b - Sonate pour flûte et basse continue en si mineur, HWV 367b - Sonate pour flûte et basse continue en la mineur, HWV 374, Sonate de Halle n° 1 (authenticité incertaine) - Sonate pour flûte et basse continue en mi mineur, HWV 375, Sonate de Halle n° 2 (authenticité incertaine) - Sonate pour flûte et basse continue en si mineur, HWV 376, Sonate de Halle n° 3 (authenticité incertaine) - Sonate pour flûte et basse continue en ré majeur, HWV 378 - Sonate pour flûte et basse continue en mi mineur, HWV 379 - Hans Werner Henze - Sonatine pour flûte et piano (1947) - Paul Hindemith - Sonate pour flûte et piano (1936) - Bertold Hummel - Sonatine pour flûte et piano, op.107a (2001) - Johann Nepomuk Hummel - Sonate en ré, Op.50 (c1810–14) - Sonate en la, Op.64 (c1814–15) - Philipp Jarnach - Sonatine pour flûte et piano, Op.12 (1919) - Sándor Jemnitz - Sonate pour flute et piano, Op.27 (1930–31) | - David Johnstone - Sonate pour flûte solo (1998, rev. 2008) - Sonatine fantaisie pour flûte et piano (pub. 2005 Creighton's Collection) - Paul Juon - Sonate pour flûte et piano en fa, Op.78 (1924) - Sigfrid Karg-Elert - Sonate pour flûte et piano en si bémol, Op.121 (1918) - Charles Koechlin - Sonate pour flûte et piano (1913) - Jean-Marie Leclair - Sonate pour flûte et clavecin n°1 en si majeur, livre 1, n°2 - Sonate pour flûte et clavecin n°2 en mi mineur, livre 1, n°6 - Sonate pour flûte et clavecin n°3 en mi mineur, livre 2, n°1 - Sonate pour flûte et clavecin n°4 en do majeur, livre 2, n°3 - Sonate pour flûte et clavecin n°5 en sol majeur, livre 2, n°5 - Sonate pour flûte et clavecin n°6 en si mineur, livre 2, n°11 - Sonate pour flûte et clavecin n°7 en mi mineur, livre 4, n°2 - Sonate pour flûte et clavecin n°8 en sol majeur, livre 4, n°7 - Dieter Lehnhoff - Sonata Porteña pour flûte et piano (2013) - Bohuslav Martinů - Sonate pour flûte et piano, Halbreich 306 (1945) - Peter Mieg - Sonate pour flûte et piano (1963) - Darius Milhaud - Sonatine pour flûte et piano, op.76 (1922) - Ignaz Moscheles - Sonate pour flûte et piano en la, op.44 (1819) - Sonate pour flûte et piano en sol, op.79 (1828) - Jules Mouquet - La Flûte de Pan, Sonate op.15 - Wolfgang Amadeus Mozart - Sonate en si bémol pour clavecin avec flûte (ou violon) et violoncelle, K.10 - Sonate en sol pour clavecin avec flûte (ou violon) et violoncelle, K.11 - Sonate en la pour clavecin avec flûte (ou violon) et violoncelle, K.12 - Sonate en fa pour clavecin avec flûte (ou violon) et violoncelle, K.13 - Sonate en ut pour clavecin avec flûte (ou violon) et violoncelle, K.14 - Sonate en si bémol pour clavecin avec flûte (ou violon) et violoncelle, K.15 - Gabriel Pierné - Sonate pour flûte et piano, op.36 (1900) - Willem Pijper - Sonate pour flûte et piano (1925) - Walter Piston - Sonate pour flûte et piano (1930) - Francis Poulenc - Sonate pour flûte, Schmidt 164 (1956–7) - Sergei Prokofiev - Sonate pour flûte en ré, op.94 (1943) - Einojuhani Rautavaara - Sonate pour flûte et guitare (1975) - Carl Reinecke - Undine, sonate pour flûte op.167 (1882) - R. Murray Schafer - Sonatine pour flûte et clavecin (ou piano) (1976) - Erwin Schulhoff - Sonate pour flûte et piano (1927) - Leo Smit - Sonate pour flûte et piano (1939-43) - Otar Taktakishvili - Sonate pour flûte et piano (1968) |  |